# Spurius Maelius
Spurius Maelius, var en förmögen romersk plebej, död 439 f.Kr.
Maelius lät under en tid av spannmålsbrist dela ut för egna medel inköpt spannmål bland folket. Misstänkt för envåldsplaner på grund av detta, stämdes han inför diktatorn Cincinnatus och blev, då han vägrade lyda, nedhuggen av dennes rytteriöverste  Gaius Servilius Ahala.